# Klavierquintett

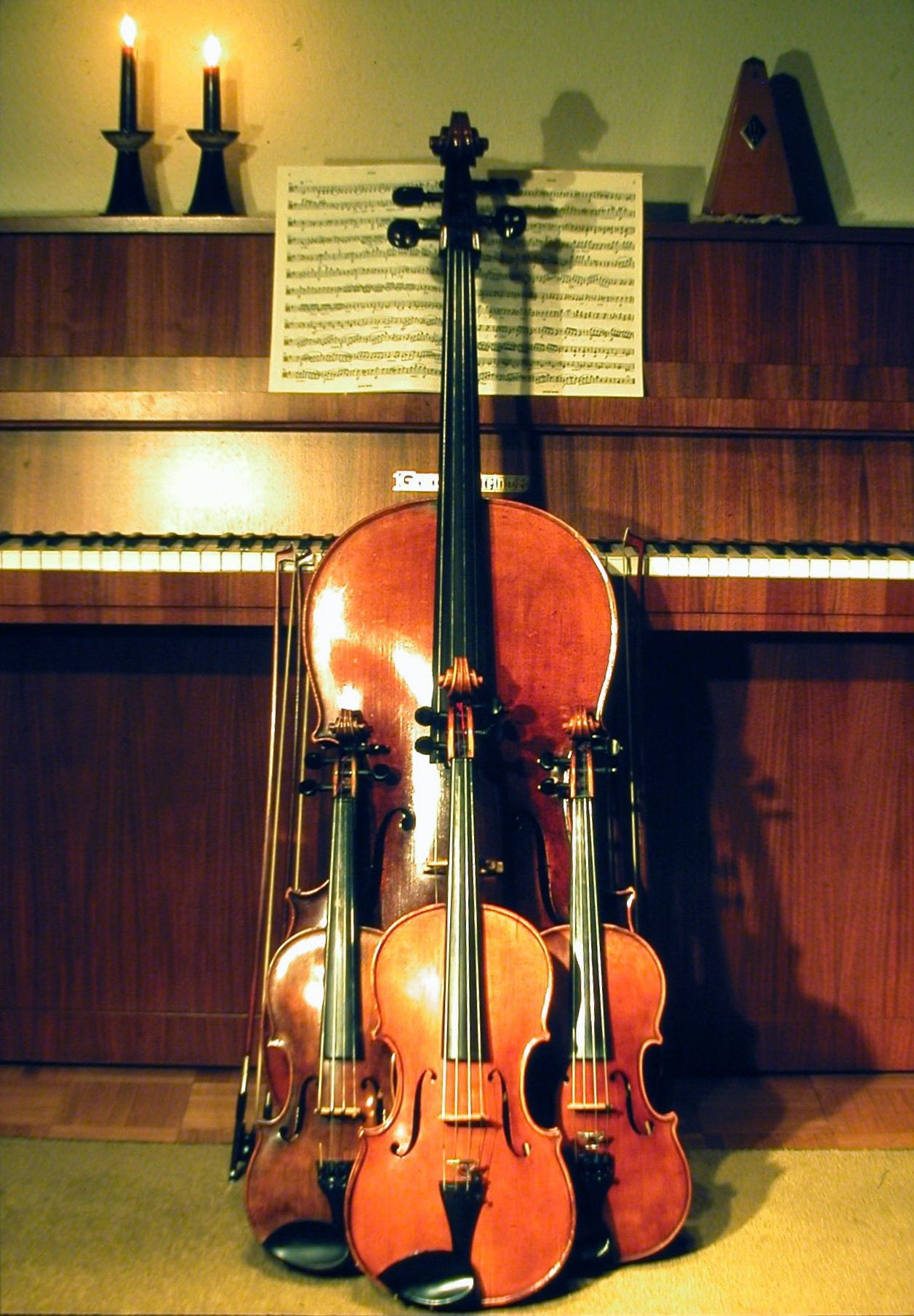
Klavierquintett: 2 Violinen, Viola, Violoncello und Klavier

Der Begriff Klavierquintett bezeichnet sowohl ein Ensemble aus Klavier und vier weiteren Musikern als auch Kompositionen für diese Besetzung. Standardbesetzung ist Klavier und vier Streicher, doch werden auch Werke für Klavier mit Bläsern als Klavierquintette bezeichnet. 
Die Besetzung des Klavierquintetts entstand als Kammermusikformation erst in der Romantik, also später als die des Klavierquartetts. In der Regel kommt zur üblichen Streichquartett-Besetzung mit 2 Violinen, Viola und Violoncello ein Klavier hinzu. Bekannteste und gleichzeitig bedeutendste Ausnahme ist das sogenannte Forellenquintett von Franz Schubert, bei dem nur eine Violine, dafür aber zusätzlich zum Klavierquartett ein Kontrabass besetzt ist. Es gibt zwar nicht allzu viele Klavierquintette, aber sie sind mehrheitlich bedeutende Meisterwerke der betreffenden Komponisten.